# Matera Sport 1992-1993
Questa voce raccoglie le informazioni riguardanti il Matera Sport nelle competizioni ufficiali della stagione 1992-1993.

## Rosa
| N. |                   | Ruolo | Calciatore          |
| -- | ----------------- | ----- | ------------------- |
| -  | Italia (bandiera) | P     | Antonio Bruno       |
| -  | Italia (bandiera) | P     | Cesare Morciano     |
| -  | Italia (bandiera) | D     | Cataldo Cifarelli   |
| -  | Italia (bandiera) | D     | Francesco Danza     |
| -  | Italia (bandiera) | D     | Giuseppe De Stefano |
| -  | Italia (bandiera) | D     | Pasquale Greco      |
| -  | Italia (bandiera) | D     | Germano Iannella    |
| -  | Italia (bandiera) | D     | Giuseppe Leo        |
| -  | Italia (bandiera) | D     | Ivano Pastore       |
| -  | Italia (bandiera) | D     | Domenico Surace     |
| -  | Italia (bandiera) | D     | Domenico Tanzi      |
| -  | Italia (bandiera) | C     | Angelo Bisci        |
| -  | Italia (bandiera) | C     | Piero Caputo        |

| N. |                   | Ruolo | Calciatore          |
| -- | ----------------- | ----- | ------------------- |
| -  | Italia (bandiera) | C     | Danilo D'Elia       |
| -  | Italia (bandiera) | C     | Andrea De Gregorio  |
| -  | Italia (bandiera) | C     | Alessandro De Solda |
| -  | Italia (bandiera) | C     | Francesco Gigliotti |
| -  | Italia (bandiera) | C     | Paolo Natalicchio   |
| -  | Italia (bandiera) | C     | Nunzio Porfido      |
| -  | Italia (bandiera) | C     | Roberto Satorini    |
| -  | Italia (bandiera) | C     | Cosimo Vizziello    |
| -  | Italia (bandiera) | A     | Salvatore Ciullo    |
| -  | Italia (bandiera) | A     | Giovanni Ferrante   |
| -  | Italia (bandiera) | A     | Giovanni Ianuale    |
| -  | Italia (bandiera) | A     | Pietro Pugliese     |

## Risultati

### Campionato

#### Girone di andata
| 1ª giornata | Akragas | 2 – 4 | Matera |  |

| 2ª giornata | Matera | 2 – 0 | Altamura |  |

| 3ª giornata | Matera | 2 – 0 | Sora |  |

| 4ª giornata | Soccer Trani | 1 – 0 | Matera |  |

| 5ª giornata | Matera | 2 – 0 | Monopoli |  |

| 6ª giornata | Leonzio | 1 – 0 | Matera |  |

| 7ª giornata | Matera | 0 – 0 | Licata |  |

| 8ª giornata | Vigor Lamezia | 1 – 0 | Matera |  |

| 9ª giornata | Matera | 2 – 0 | Sangiuseppese |  |

| 10ª giornata | Turris | 0 – 0 | Matera |  |

| 11ª giornata | Matera | 1 – 1 | Savoia |  |

| 12ª giornata | Juve Stabia | 1 – 1 | Matera |  |

| 13ª giornata | Matera | 0 – 0 | Formia |  |

| 14ª giornata | Astrea | 1 – 0 | Matera |  |

| 15ª giornata | Matera | 1 – 0 | Catanzaro |  |

| 16ª giornata | Bisceglie | 0 – 1 | Matera |  |

| 17ª giornata | Matera | 0 – 0 | Molfetta |  |

#### Girone di ritorno
| 18ª giornata | Matera | 3 – 0 | Akragas |  |

| 19ª giornata | Altamura | 1 – 1 | Matera |  |

| 20ª giornata | Sora | 1 – 1 | Matera |  |

| 21ª giornata | Matera | 1 – 0 | Soccer Trani |  |

| 22ª giornata | Monopoli | 1 – 1 | Matera |  |

| 23ª giornata | Matera | 1 – 0 | Leonzio |  |

| 24ª giornata | Licata | 1 – 0 | Matera |  |

| 25ª giornata | Matera | 1 – 1 | Vigor Lamezia |  |

| 26ª giornata | Sangiuseppese | 2 – 1 | Matera |  |

| 27ª giornata | Matera | 3 – 1 | Turris |  |

| 28ª giornata | Savoia | 1 – 1 | Matera |  |

| 29ª giornata | Matera | 0 – 0 | Juve Stabia |  |

| 30ª giornata | Formia | 0 – 1 | Matera |  |

| 31ª giornata | Matera | 1 – 0 | Astrea |  |

| 32ª giornata | Catanzaro | 0 – 1 | Matera |  |

| 33ª giornata | Matera | 1 – 1 | Bisceglie |  |

| 34ª giornata | Molfetta | 2 – 1 | Matera |  |

### Coppa Italia
|  | Juve Stabia | 3 – 2 | Matera |  |

|  | Matera | 0 – 4 | Juve Stabia |  |

## Statistiche

### Statistiche di squadra
| Competizione         | Punti | Totale | Totale | Totale | Totale | Totale | Totale |
| Competizione         | Punti | G      | V      | N      | P      | Gf     | Gs     |
| -------------------- | ----- | ------ | ------ | ------ | ------ | ------ | ------ |
| Serie C2             | 41    | 34     | 14     | 13     | 7      | 35     | 20     |
| Coppa Italia Serie C | 0     | 2      | 0      | 0      | 2      | 2      | 7      |

### Statistiche dei giocatori
| Giocatore   | Campionato | Campionato |
| Giocatore   | Pres       | Gol        |
| ----------- | ---------- | ---------- |
| Bisci       | 13         | 0          |
| Bruno       | 25         |            |
| Caputo      | 28         | 10         |
| Cifarelli   | 17         | 0          |
| Ciullo      | 31         | 3          |
| D'Elia      | 4          | 0          |
| Danza       | 34         | 0          |
| De Gregorio | 20         | 1          |
| De Solda    | 22         | 1          |
| De Stefano  | 2          | 0          |
| Ferrante    | 20         | 5          |
| Gigliotti   | 31         | 2          |
| Greco       | 1          | 0          |
| Iannella    | 30         | 1          |
| Ianuale     | 24         | 6          |
| Leo         | 24         | 1          |
| Morciano    | 9          |            |
| Natalicchio | 7          | 0          |
| Pastore     | 15         | 1          |
| Porfido     | 1          | 0          |
| Pugliese    | 23         | 3          |
| Satorini    | 7          | 1          |
| Surace      | 16         | 0          |
| Tanzi       | 33         | 0          |
| Vizziello   | 2          | 0          |